# Alfred von Arneth
Alfred Ritter von Arneth (Viena, Austria, 10 de julio de 1819 - Viena 30 de julio de 1897) fue un historiador y político austriaco.

## Biografía
Hijo de Joseph Calasanza von Arneth, un conocido historiador y arqueólogo que además escribió varias obras sobre numismática, estudió Derecho y se convirtió en oficial de los archivos estatales de Austria, de los que en 1868 fue designado guardián. 
En temas políticas se consideraba liberal moderado y defensor de la unidad alemana. Como tal, fue elegido diputado al Parlamento de Frankfurt en 1848. En 1861 se convirtió en miembro de la dieta de Baja Austria y en 1869 fue postulado a la Cámara Alta del Reichsrat de Austria. En 1879 fue nombrado presidente de la Kaiserliche Academie der Wissenschaften en Viena y en 1896 sucedió a Heinrich von Sybel como presidente de la comisión histórica de Múnich (Alemania).
Von Arneth era un trabajador infatigable y, como director de los archivos, su disposición a escuchar los consejos de expertos, así como su propio sentido sonoro, contribuyó a promover el tratamiento más científico y el uso de la información pública en la mayoría de los archivos de Europa. Fue conocido por su carácter científico y por la elaboración de fuentes originales.

## Publicaciones
- Leben des Feldmarschalls Grafen Guido Starhemberg (1863)
- Prinz Eugen von Savoyen (3 volúmenes, ib. 1864)
- Gesch. der Maria Theresa (ib. 1863 - 1879)
- Maria Theresa u. Marie Antoinette, ihr Briefwechsel (ib. 1866)
- Marie Antoinette, Joseph II. and Leopold II., ihr Briefwechsel (1866)
- Maria Theresa and Joseph II., ihre Korrespondenz samt Briefen Josephs an seinen Bruder Leopold (3 volúmenes, 1867)
- Beaumarchais and Sonnenfels (1868)
- Joseph II. and Katharina von Russland, ihr Briefwechsel (1869)
- Johann Christian Barthenstein and seine Zeit (1871)
- Joseph II. und Leopold von Toskana, ihr Briefwechsel (2 volúmenes, 1872)
- Briefe der Kaiserin Maria Theresa an ihre Kinder and Freunde (4 volúmenes, 1881)
- Marie Antoinette: Correspondance secrète entre Marie-Thérése et le comte de Mercy-Argenteau (3 volúmenes, 1875), en colaboración con Auguste Geoffroy
- Graf Philipp Cobenzl and seine Memoiren (1885)
- Correspondance secrète du comte de Mercy-Argenteau avec l'empereur Joseph IL et Kaunitz (2 volúmenes, 1889 - 1891), en colaboración con Jules Flammermont
- Anton Ritter von Schmerling. Episoden aus seinem Leben 1835, 1848 - 1849 (1895)
- Johann Freiherr von Wessenberg, ein österreichischer Staatsmann des 19. Jahrh. (2 volúmenes, 1898)